# Show da Gente
Show da Gente foi um programa exibido pelo SBT aos sábados. O programa era apresentado pelo cantor e político Netinho de Paula. O programa contava com a volta da diretora Marlene Mattos, que estava afastada há meses de trabalhos relacionados à televisão. Devido a pré-candidatura de Netinho de Paula a senador nas eleições de 2010, o programa teve sua última exibição realizada em 27 de março de 2010. Substituía a edição de sábado do Cinema em Casa. Em seu lugar, entrou no ar uma sessão dupla do Sabadocine, com 2 filmes em sequência, que ficou no ar até 26 de junho, quando foi substituída pelo retorno do Programa Raul Gil.

## Sinopse
A exemplo do Domingo da Gente, seu antigo programa na Record, o programa de Netinho de Paula no SBT contava com o quadro Um Dia de Princesa, em que mulheres tomam um banho de loja, dão uma melhorada no visual em salão de beleza e conhecem cantores famosos, podendo até conseguir um bom emprego. Contava também com um concurso sobre grupos de pagode.

## Apresentador
- Netinho de Paula

## Atrações
- Um Dia de Princesa
- A Princesa e o Plebeu
- Concurso Nacional de Pagode
- Concurso de Lambada
- Papo de Mano

## Audiência
- Na estreia, o programa atingiu 7 pontos de média e 9 de pico, permanecendo em segundo lugar.[2]
- No dia 11 de julho de 2009, dia do aniversário do apresentador, o programa atingiu sua maior média, 9 pontos, permanecendo em segundo lugar isolado durante todo seu período de exibição.